# Dendrophthoe incarnata
Dendrophthoe incarnata är en tvåhjärtbladig växtart som först beskrevs av William Jack, och fick sitt nu gällande namn av Friedrich Anton Wilhelm Miquel. Dendrophthoe incarnata ingår i släktet Dendrophthoe och familjen Loranthaceae. Inga underarter finns listade i Catalogue of Life.